# Nordby Station
Nordby Station (Nordby stasjon eller Nordby holdeplass) er en jernbanestation på Hovedbanen, der ligger i Ullensaker kommune i Norge. Stationen ligger ved en jernbaneoverskæring med Nordbyveien i Jessheim, 46,1 km fra Oslo S. Stationen består af et spor med perron, læskur og en lille parkeringsplads.
Stationen åbnede som trinbræt 20. januar 1932.